# Ordinariatos para los fieles de rito oriental
Un ordinariato para los fieles de rito oriental es una estructura eclesiástica geográfica para la asistencia pastoral de las iglesias católicas orientales de cualquier rito en comunidades y áreas donde no se ha establecido una eparquía propia de su Iglesia en el país de residencia. Esta estructura fue introducida por la carta apostólica Officium supremi Apostolatus de 15 de julio de 1912.

## Descripción
Al frente del Ordinariato está un prelado con título de ordinario, nombrado por la Santa Sede, con jurisdicción sobre todos los fieles pertenecientes a ritos orientales sin obispo propio. Generalmente, el ordinariato tiene alcance nacional, extendiendo su jurisdicción sobre los fieles que pertenecen a uno o más ritos litúrgicos y el oficio de ordinario se atribuye al obispo de la capital del país. El ordinariato armenio de Europa Oriental es una excepción.

## Ordinariatos
En el Annuario Pontificio se enumeran los ocho ordinariatos existentes de este tipo, junto con los quince exarcados apostólicos (prediocesanos). De estos ordinariatos, cuatro (en Argentina, Brasil, Francia y Polonia) son genéricamente para todos los católicos orientales que carecen de una jurisdicción diocesana "propia" de su propio rito en el país en cuestión y que, por tanto, son confiados al cuidado de un arzobispo latino en el país. El de Austria es para los católicos pertenecientes a cualquiera de las catorce Iglesias particulares que utilizan el rito bizantino. Las otras tres (Europa Oriental, Grecia y Rumanía) son exclusivamente para miembros de la Iglesia católica armenia.

### Ordinariatos existentes
| Ordinariato                                                          | Área geográfica                        | Jurisdicción                    | Sede catedralicia          | Ordinario                                    | Fecha(s) de fundación                      |
| -------------------------------------------------------------------- | -------------------------------------- | ------------------------------- | -------------------------- | -------------------------------------------- | ------------------------------------------ |
| Ordinariato para los fieles de rito oriental en Argentina            | Argentina                              | Todos los católicos orientales  | ahora Buenos Aires         | Arzobispo metropolitano de Buenos Aires      | 19 de febrero de 1959                      |
| Ordinariato para los fieles de rito oriental en Austria              | Austria                                | Católicos de rito bizantino     | Viena                      | confiado al arzobispo metropolitano de Viena | 3 de octubre de 1945 y 13 de junio de 1956 |
| Ordinariato para los fieles de rito oriental en Brasil               | Brasil                                 | Todos los católicos orientales  | actualmente Belo Horizonte | Arzobispo metropolitano de Belo Horizonte    | 14 de noviembre de 1951                    |
| Ordinariato para los armenios católicos de Europa Oriental           | solo Armenia, Georgia, Rusia y Ucrania | Católicos de rito armenio       | Gyumri (Armenia)           | obispo armenio de una sede titular           | 13 de julio de 1991                        |
| Ordinariato para los fieles de rito oriental en Francia              | Francia                                | Todos los católicos orientales  | París                      | confiado al arzobispo metropolitano de París | 16 de junio de 1954                        |
| Ordinariato para los católicos de rito armenio residentes en Grecia  | Grecia                                 | Católicos de rito armenio       | Atenas                     | vacante (bajo un Administrador apostólico)   | 21 de diciembre de 1925                    |
| Ordinariato para los fieles de rito oriental en Polonia              | Polonia                                | ahora católicos de rito armenio | ahora Varsovia             | Arzobispo metropolitano de Varsovia          | 16 de enero de 1991                        |
| Ordinariato para los católicos de rito armenio residentes en Rumania | Rumanía                                | Católicos de rito armenio       | Gherla                     | vacant (under an apostolic administrator)    | 5 de junio de 1930                         |
| Ordinariato para los fieles de rito oriental en España               | España                                 | Todos los católicos orientales  | Madrid                     | Arzobispo metropolitano de Madrid            | 9 de jubio de 2016                         |

### Antiguos ordinariatos
- Ordinariato de los albaneses en Sicilia (Italia, promovido a la eparquía católica italo-albanesa de Piana degli Albanesi)
- Ordinariato de Polonia para los católicos griegos y armenios, convertido en el actual Ordinariato de todos los ritos para los católicos orientales en Polonia.